# Бросок (приём)
Бросо́к — приём в спортивных единоборствах и боевых искусствах, заключающийся в выведении соперника из равновесия, отрывом всего его тела или отдельной конечности от опорной поверхности для обеспечения последующего его падения. Развитая бросковая техника характерна для классической и вольной борьбы, дзюдо, джиу-джитсу и единоборств производных от них, а также различных национальных стилей борьбы. В некоторых разновидностях спортивных и военно-прикладных единоборств (например, боевое самбо и армейский рукопашный бой) превосходство в бросковой технике является важным или решающим фактором при начислении зачётных баллов и определении судьями победителя в поединке. Бросковая техника может дополнять ударную технику и борцовскую технику захватов и рычагов на конечности, в таком случае броски являются одним из элементов защитных, атакующих или защитно-атакующих комбинаций, наряду с ударами, толчками и захватами.

## Разновидности
В зависимости от задействованных конечностей выделяют следующие группы бросков:
- броски руками, когда падение соперника осуществляется в результате действия руками (захвата ноги или ног, выведения из равновесия);
- броски ногами, при осуществлении которых соперник падает в результате воздействия на него ногой или ногами. К ним относятся подножки, подсечки, подхваты, отхваты, зацепы, броски через голову и кувырком;
- броски туловищем, при выполнении которых соперника выводят из равновесия подбивом туловища (чаще всего тазом). К броскам туловищем относят броски: через спину, бедро, прогибом.

## Последовательность
Техника выполнения бросков варьируется в зависимости от конкретного вида единоборств или БИ, но как правило включает в себя следующие фазы:
- Захват соперника руками за одежду или за тело;
- Выведение соперника из равновесия (также именуемое разбалансировкой или раскачкой);
- Отрыв соперника от опорной поверхности;
- Собственно бросок как наиболее амплитудная фаза;
- Заключительное действие, призванное закрепить достигнутое преимущество и исключить для соперника возможность продолжать поединок, осуществляющееся в форме добивания, проведения болевого или удушающего приёма, захвата с удержанием, узла или рычага на руку, ногу или шею.

## История
Благодаря раскопкам в Бени-Хасане и других памятниках древности ныне доподлинно известно, что боевые искусства с весьма развитой бросковой техникой существуют с ранних этапов развития человеческой цивилизации.

## Травматизм
Для единоборств с преобладающей бросковой техникой характерны вывихи суставов (плечевого, локтевого, тазобедренного, коленного и голеностопа), растяжения связок, различные травмы спины и таза (причём, в отличие от единоборств с преобладающей ударной техникой, где риск травмы присутствует для пропустившего удар, опасность получения травмы при проведении броска присутствует в равной степени как для соперника, так и для самого бросающего, что требует высокого уровня подготовленности и обязательной разминки для снижения риска самотравматизма от проведения броска), локализация травм зависит от специфики конкретного вида единоборств и характера бросков.